# باشگاه فوتبال ویموث ولز
باشگاه فوتبال ویموث ولز که معمولاً با نام ویموث ولز نیز شناخته می‌شود، یک باشگاه فوتبال اهل باربادوس که در روستای کارینگتون در منطقه سنت مایکل مستقر است.

## دست‌آوردها
- لیگ برتر باربادوس: ۱۹ قهرمانی[۲]
- جام حذفی باربادوس: ۱۳ قهرمانی[۳]
- جام کاپلی: ۱ قهرمانی[۴]
- جام جمهوری: ۱ قهرمانی[۵]